# Junko Abe
Junko Abe (阿部純子, Abe Junko), née à Osaka (Japon) le 7 mai 1993, est une actrice et un mannequin japonais. Elle a utilisé le nom de scène de Jun Yoshinaga (吉永淳, Jun Yoshinaga) au début de sa carrière.

## Biographie
Junko Abe est née à Osaka, elle utilise le nom de scène de Jun Yoshinaga au début de sa carrière. Elle se fait connaître pour son rôle de Kyoko dans le film Still the Water, qui est sélectionné en compétition pour la palme d'or au festival de Cannes 2014,. Mais l'actrice décide de faire une pause dans sa carrière, elle quitte son agence et part s'installer un an à New York pour apprendre l'anglais et étudier à la Tisch School of the Arts. De retour au Japon en 2015, elle abandonne son nom de scène pour reprendre son vrai nom.

## Filmographie sélective

### Au cinéma
- 2010 : Riaru onigokko 2 (リアル鬼ごっこ2?) de Issei Shibata (ja)
- 2011 : Wasao (わさお?) de Yoshinari Nishikōri (ja)
- 2011 : Tunnel Rendez-vous (とんねるらんでぶ, Tonneru randebū?) de Chihiro Ikeda (ja) (court métrage)
- 2011 : Azemichi no dandi (あぜ道のダンディ?) de Yūya Ishii : Momoko
- 2014 : Still the Water (2つ目の窓, Futatsume no mado?) de Naomi Kawase : Kyoko
- 2017 : Poncho ni yoake no kaze haramasete (ポンチョに夜明けの風はらませて?) de Satoru Hirohara (ja) : Maria
- 2017 : The Limit of Sleeping Beauty (リミット・オブ・スリーピング ビューティ?) de Ken Ninomiya : Maria
- 2018 : The Blood of Wolves (孤狼の血, Korō no chi?) de Kazuya Shiraishi : Momoko Okada
- 2018 : L'Homme qui venait de la mer (海を駆ける, Umi o kakeru?) de Kōji Fukada : Sachiko
- 2019 : Samurai Marathon (サムライマラソン, Samurai marason?) de Bernard Rose
- 2019 : Sorōkin no mita sakura (ソローキンの見た桜?) de Masaki Inoue (ja) : Yui Takeda / Sakurako Takamiya
- 2020 : Baragaki: Unbroken Samurai (燃えよ剣, Moeyo ken?) de Masato Harada
- 2020 : 461 jūikko no o bentō (461個のおべんとう?) d'Atsushi Kaneshige (ja)

### À la télévision
- 2016 : Toto nei-chan (とと姉ちゃん?)

## Récompenses et distinctions
- Prix de la meilleure actrice pour Still the Water au Sakhalin International Film Festival
- Prix de la meilleure nouvelle actrice pour Still the Water lors du 29e Takasaki Film Festival[3]